# Reginald Grey (3e baron Grey de Ruthyn)
Pour les articles homonymes, voir Reginald Grey.
Reginald Grey (v. 1362 – 30 septembre 1440), 3e baron Grey de Ruthyn (en), est un noble anglais des Marches galloises. Il joue un rôle important dans le déclenchement de la révolte d'Owain Glyndŵr.

## Biographie
Reginald Grey succède à son père homonyme Reginald en août 1388 (Sa mère était Eleanor Le Strange de Blackmere : en, en, et en). Les tenants successifs du titre de baron Grey de Ruthyn de Dyffryn Clwyd sont des propriétaires terriens anglais ayant la réputation d'être anti-gallois. Owain Glyndŵr est en conflit avec eux depuis longtemps au sujet de terres. En 1399, Glyndŵr en appelle au Parlement pour résoudre le conflit et obtient gain de cause. Après la destitution de Richard II, Reginald Grey use de son influence et de son amitié auprès du nouveau roi Henri IV pour obtenir une révision de cette décision. Owain Glyndŵr fait appel mais son recours est rejeté sans le moindre examen. Grey parvient également à dissimuler la convocation royale enjoignant à Glyndŵr de rejoindre la campagne du roi contre l'Écosse. En tant que vassal du roi d'Angleterre, Glyndŵr est dans l'obligation de fournir des troupes, comme il l'a fait dans le passé. En ne répondant pas à l'ordre royal, il se rend donc coupable de trahison. Il s'ensuit que Henri IV déclare Glyndŵr traître, ordonne la confiscation de ses terres et confie à Reginald Grey le soin de s'occuper de lui.
Owain Glyndŵr s'autoproclame prince de Galles le 16 septembre 1400. Après plusieurs batailles indécises entre Anglais et Gallois durant l'année 1401, Reginald Grey est capturé en janvier 1402 par Glyndŵr près de Ruthin, qui le garde prisonnier pendant une année, jusqu'à ce qu'il reçoive le versement d'une importante rançon de 100 000 marcs de la part d'Henri IV. Le remboursement de cette dette envers le roi conduit d'ailleurs la famille de Grey à la ruine. Reginald Grey doit jurer pendant son emprisonnement de ne plus combattre Owain Glyndŵr. Il ne joue par la suite aucun grand rôle militaire dans la suppression de la révolte galloise. En 1415, il sert au conseil de régence lors de l'absence d'Henri V en France. Il combat pour ce même roi en France en 1420 et 1421. Reginald Grey meurt en 1440. Son fils aîné John étant mort en 1439, c'est son petit-fils Edmond qui hérite de ses titres. Son fils cadet Edward Grey (v. 1415-1457) est le père de John (v. 1432-† 1461), et un ancêtre de Jane Grey.